# Emil Synek
Emil Synek (7. září 1903, Praha – 12. dubna 1993, Paříž, Francie ) byl český novinář, divadelní dramatik, filmový scenárista a kritik, spisovatel.

## Život

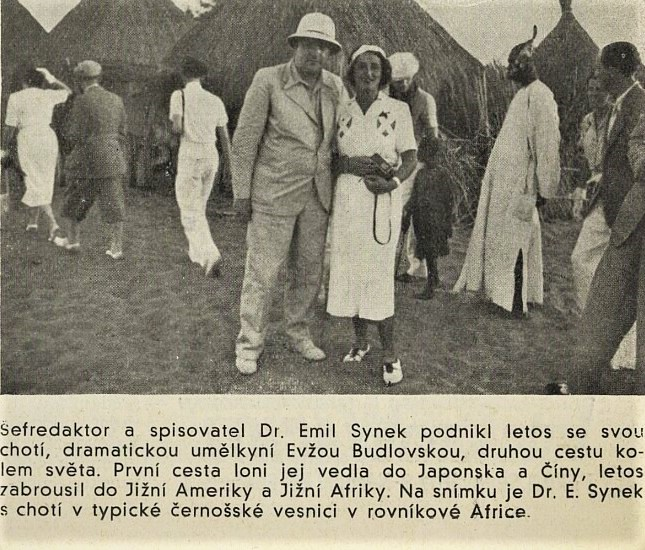
Emil Synek s manželkou, 1938

Vystudoval gymnázium v Praze, kde maturoval roku 1921. Následně dokončil úspěšně studia práv, titul získal v roce 1926. Krátkou dobu byl vyšetřujícím soudcem, v období 1927–1939 by redaktorem v listech A–Zet, České slovo a od roku 1936 byl šéfredaktorem deníku Telegraf.
V roce 1932 se oženil s herečkou Evžou Budlovskou. Když v roce 1939 uprchnul z Protektorátu, zanechal manželku s dcerou ve vlasti. Za války pobýval v Londýně, od konce roku 1943 pracoval pro exilovou československou vládu jako zahraničněpolitický zpravodaj. Po válce se vrátil do Československa, od roku 1946 do roku 1955 byl poradcem na československém velvyslanectví ve Francii. Když byl svého pověření zbaven, do vlasti se již nevrátil.

## Dílo
Ve dvacátých letech se prosadil jako spisovatel svými povídkami "Ano i ne" (1928) a "Usměvavý bůh" (1931). Napsal romány "Muži mezi sebou (1930)"; "Krach (1931)" Ve třicátých letech pracoval jako novinář v České slovo a Telegrafu. Zde působil jako novinář a filmový recenzent. Používal šifry: -es- A-Zet 1932; České slovo 1935. Dramatické tvorbě se věnoval pod pseudonymy: Ricardo Gomez "(Láska v nebezpečí, 1930)" a Ríša Záhorský. Věnoval i politické publicistice. V knize "Svět, jaký je" (1938) zachytil atmosféru tehdejší Evropy a Asie těsně před propuknutím druhé světové války, kdy také emigroval do ciziny. Tam se umění dále nevěnoval.

### Próza
- Ano a ne (Praha, Pavel Prokop, 1928)
- Muži mezi sebou (sportovní román; V Praze, Alois Srdce, 1930)
- Krach (román; Praha, Jos. R. Vilímek, 1931)
- Usměvavý Bůh (prózy z let 1928-1930; Praha, K. Hájek, 1931)
- Fanfaron (román; V Praze, L. Mazáč, 1933)
- Svět jaký je (události politické, hospodářské a sociální; Praha, L. Mazáč, 1938)
- Touha (život Boženy Němcové; V Praze, E. Beaufort, 1938)
- Barevné nebezpečí (kniha o koloniích minulosti i dneška; Praha, L. Mazáč, 1939)
- Konec jednoho zločinu (Zlín, Tisk, 1946)
- Nová tvář světa (kniha o výsledcích druhé světové války; Praha, E. Beaufort, národní správa, 1946)
- Běžící stíny (Román; V Praze, A. Neubert, 1947)

### Divadelní hry (vydané knižně)
- Poslanec Redingot (veselohra o třech jednáních; V Praze, Evžen K. Rosendorf, 1928)
- Kariéra (komedie o čtyřech dějstvích; V Praze, Evžen J. Rosendorf, 1931)
- Slavná žena (veselohra o 3 dějstvích; V Praze, Matice divadelní, 1933)
- Dvojí tvář (historická hra národního zápasu a jeho zrady o 7 scénách; Praha, A. Pokorný, 1934 a A. Neubert, 1948)
- Noční služba (drama o třech dějstvích; V Praze, A. Neubert, 1935)
- Mimo proud (Karel Hynek Mácha) (drama o třech dějstvích; V Praze, Nakladatelské družstvo Máje, 1936)
- Schůzka u pyramid (komedie o třech dějstvích; V Praze, Evžen J. Rosendorf, 1938)
- Velký případ (drama o třech dějstvích; V Praze, A. Neubert, 1938)
- Navoněná primadona (veselohra o třech dějstvích, repertoární hra Burianova divadla; V Praze, A. Neubert, 1939)
- Vzpoura slabých (veselohra o příští generaci o třech dějstvích, poctěno I. cenou Spolku českých spisovatelů Máj; V Praze, A. Neubert, 1940)
- Lidice (drama o 3 dějstvích; Praha, Rebec, 1946)
- Masky (hra o třech dějstvích; Praha, A. Neubert, 1946)
- Člověk bez paměti (veselohra o třech dějstvích; V Praze, A. Neubert, 1947)
- Krokodýl (komedie o třech dějstvích; V Praze, A. Neubert, 1947)

### Scenárista
Tři jeho divadelní hry – "Jana (1935)", "Mimo proud (1936)" a "Výdělečné ženy (1937)" – byly zfilmovány:
- Jana (1935) – režie Emil Synek a Robert Land, se Zdeňkem Štěpánkem, Helenou Bušovou a Ladislavem Boháčem v hlavních rolích, hudba Miloš Smatek. [4][5][6]
- Karel Hynek Mácha (1937) – režie Zet Molas, s Ladislavem Boháčem, Karlou Klíčivou, Františkem Kreuzmanem v hlavních rolích.[7][8]
- Třetím filmem, který byl natočen podle divadelní předlohy, byl film Výdělečné ženy (1937). Film natočil režisér Rolf Wanka, který vytvořil i jednu z hlavních rolích ve filmu. Protipól a hlavní hrdinku ve filmu vytvořila herečka Hana Vítová. Ve filmu hrálo i mnoho dalších osobností českého hraného filmu či divadla – např. Ladislav Boháč, Bedřich Veverka, Jiří Steimar.[9][10]

Pro rozhlas napsal či upravil své hry Rychlebové (1931?), Dvojí tvář (1934, o Karlu
Sabinovi), Dějiny mluví (1935, rozhovor dějinných osobností) a Noční hlídka (1935).